# Небольсин, Николай Андреевич
Николай Андреевич Небольсин (1785—1846) — российский государственный деятель, московский гражданский губернатор (1829—1837), позднее — московский губернский предводитель дворянства, сенатор.

## Биография
Родился 10 декабря 1785 года и происходил из старинной дворянской фамилии.
Получив домашнее воспитание, он 4 ноября 1800 года поступил на военную службу в Навагинский мушкетёрский полк, откуда в 1806 году перешёл в лейб-гвардии Гусарский полк.
В рядах этого полка Небольсин в 1806—1807 годах принимал участие в кампании против французов в Восточной Пруссии. 20 мая 1808 года он получил золотую шпагу с надписью «За храбрость». В кампании 1808—1809 годов против Швеции он заслужил орден Св. Владимира 4-й степени с бантом (15 февраля 1809 года). В 1811 году Небольсин, будучи в чине полковника, вышел в отставку.
Во время Отечественной войны 1812 года он снова вступил в ряды армии и 15 июля 1812 года назначен командиром конного полка Костромского ополчения. Этим полком он командовал по 10 апреля 1815 года и вместе с ним участвовал в Заграничном походе, во время которого был награждён орденом Св. Георгия 4-й степени (в печатных кавалерских списках не значится, но во всех прочих источниках этот орден показан).
По возвращении в Россию Небольсин вышел в отставку и вновь определился на службу лишь в 1825 году чиновником особых поручений к московскому военному генерал-губернатору с переименованием в коллежские советники и пожалованием в камергеры Высочайшего двора.
Небольсин был сделан 6 мая 1826 года управляющим комиссией для взыскания долгов по Московской ссудной кассе, через год назначен московским вице-губернатором. 30 января 1829 года Небольсин был произведён в действительные статские советники и назначен московским гражданским губернатором. 25 июня 1836 года получил чин тайного советника.
Назначен сенатором в московские департаменты 31 декабря 1837 года. Был членом комиссии построения храма Христа Спасителя и председателем Попечительного совета заведений общественного призрения в Москве. С 1841 по 1844 год Небольсин также являлся московским губернским предводителем дворянства.
H. A. Небольсин скончался 8 сентября 1846 года в Москве, похоронен на кладбище Донского монастыря.

## Семья
Был дважды женат:

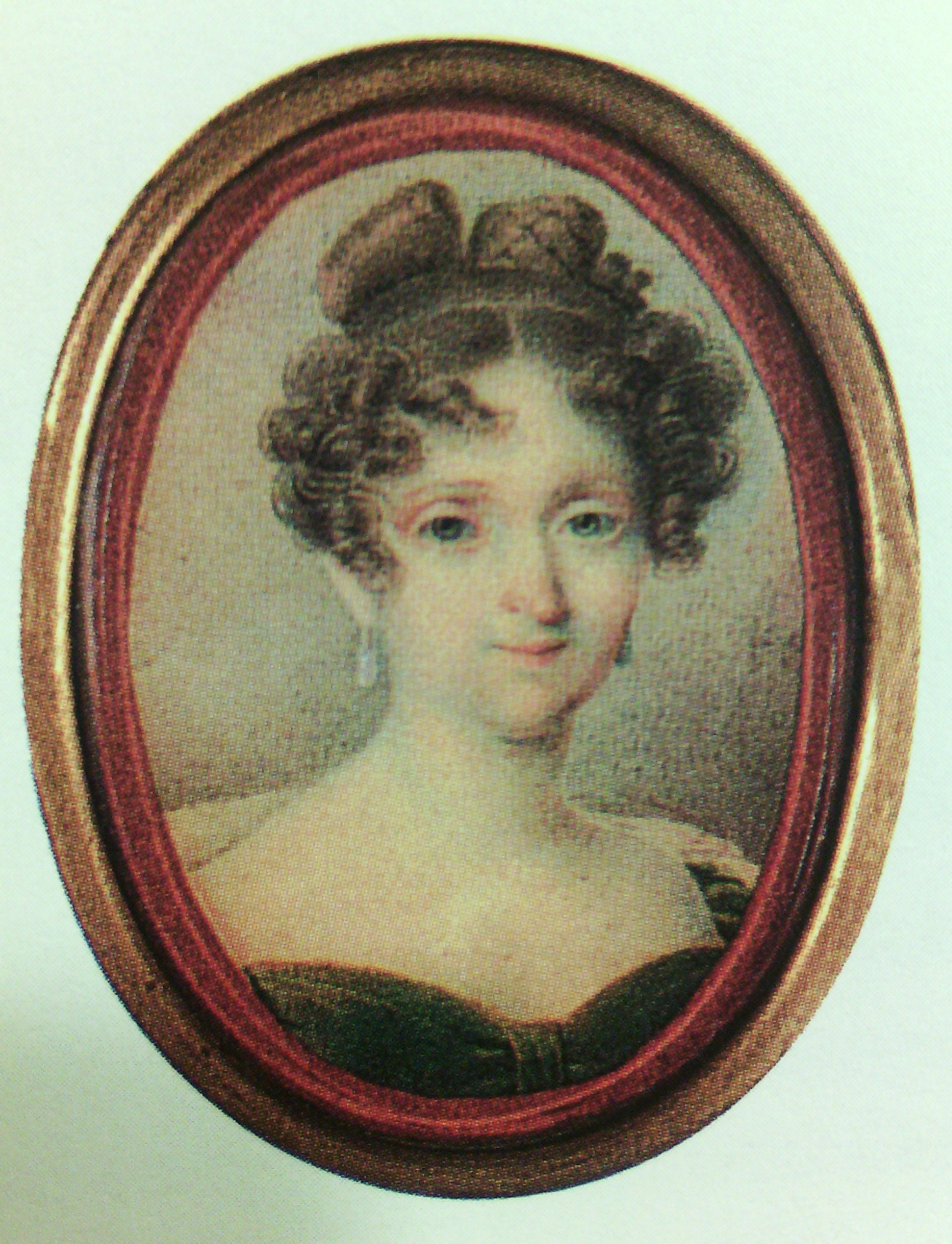
Евдокия Небольсина

1. жена (с 19 апреля 1816 года)[1] — княжна Евдокия Дмитриевна Львова (07.11.1796—06.09.1825), дочь генерал-майора князя Д. С. Львова, потомка ярославских князей. Похоронена на кладбище Донского монастыря. Дети:
  - Евдокия Николаевна (23.02.1821[2]—1886), фрейлина двора, с 1842 года замужем за шталмейстером двора графом Иваном Александровичем Апраксиным (1818—1892).
  - Мария Николаевна (1822—1893), с 1844 года замужем за Александром Ивановичем Бибиковым (1818—1856), офицером лейб-гвардии Егерского полка, погибшим при обороне Севастополя.
2. жена — Аграфена Петровна Демидова (1824—1855), дочь титулярного советника Петра Петровича Демидова (1796—1868); вторым браком была за председателем съезда мировых судей Николаем Петровичем Ермоловым (1827—1879). По отзыву Ф. Тютчева, была «очень бела, с гибкой талией и довольно развязана».
  - Александра Николаевна (1845—1847), похоронена на кладбище Донского монастыря.

## Награды
- Среди прочих наград Небольсин имел ордена Св. Анны 2-й степени (20 декабря 1809 года, алмазные знаки этого ордена пожалованы в 1810 году), Св. Владимира 3-й степени (21 января 1828 года), Св. Анны 1-й степени (17 февраля 1830 года, императорская корона к этому ордену пожалована 21 апреля 1831 года), Св. Владимира 2-й степени (1 января 1834 года) и Белого орла (16 апреля 1841 года), знак отличия «За 30 лет беспорочной службы» (22 августа 1846 года).